# Hans-Georg Wolff
Hans-Georg Wolff (* 1969) ist ein deutscher Psychologe und Professor für Organisations- und Wirtschaftspsychologie an der Universität zu Köln.

## Leben
Hans-Georg Wolff studierte Psychologie an der Universität Gießen. Im Jahr 2004 promovierte er an der Universität Erlangen-Nürnberg. Für diese Dissertation erhielt er den Promotionspreis der Hermann-Gutmann-Stiftung aus Weißenburg. Ebenfalls an der Universität Erlangen-Nürnberg habilitierte er sich im Jahr 2010. 2011 war er als Vertretungsprofessor an der Universität Würzburg am Lehrstuhl für Arbeits-, Betriebs- und Organisationspsychologie tätig. Seit dem Sommersemester 2013 ist er Lehrstuhlinhaber der Organisations- und Wirtschaftspsychologie an der Universität zu Köln.
Seine Forschungsschwerpunkte liegen im Bereich: Networking, Eskalation von Commitment und Klassifizierungsmethoden und Testentwicklung. Gerade seine Arbeiten zur psychologischen Dimension von Networking haben vielfach Beachtung gefunden.

## Schriften (Auswahl)
- mit Klaus Moser und Alexandra Kraft: The de-escalation of commitment through predecisional accountability. In: Journal of Applied Social Psychology, Bd. 43 (2013), S. 363–376, ISSN 0021-9029
- mit Sowon Kim: The relationship between networking behaviors and the Big Five personality factors. In: Career Development International, Bd. 17 (2012), 43–66, ISSN 1362-0436
- mit Corina I. Rahm und Monica L. Forret: Adaptation of a German multidimensional networking scale into English. In: European Journal of Psychological Assessment, Bd. 27 (2011), S. 244–250, ISSN 1015-5759
- mit Thomas Höge: Konflikte zwischen Arbeit und Familie. Eine deutschsprachige Adaptation der mehrdimensionalen Skala von Carlson, Kacmar und Williams (2000). In: Zeitschrift für Arbeits- und Organisationspsychologie A & O, Bd. 55 (2011), S. 143–152, ISSN 0033-2992
- mit Klaus Moser: Do specific types of networking predict specific mobility outcomes? A two-year prospective study. In: Journal of Vocational Behavior, Bd. 77 (2010), S. 238–245, ISSN 0001-8791
- mit Klaus Moser: Effects of networking on career success. A longitudinal study. In: Journal of Applied Psychology, Bd. 94 (2009), S. 196–206, ISSN 0021-9010
- mit Peter M. Muck: Persönlichkeit und Networking. Eine Analyse mittels Interpersonalem Circumplex. In: Zeitschrift für Personalpsychologie, Bd. 8 (2009), S. 106–116, ISSN 1617-6391
- mit Anja Göritz und Daniel Goldstein: Individual payments as a longer-term incentive in online panels. In: Behavior Research Methods, Bd. 40 (2008), S. 1144–1149, ISSN 0743-3808
- mit Klaus Moser: Choice, accountability, and effortful processing in escalation situations. In: Journal of Psychology, Bd. 216 (2008), S. 235–243, ISSN 0233-2353